# Božanovský špičák
Božanovský špičák (niem. Barzdorfer Spitzberg, 773 m n.p.m.) – szczyt w czeskiej części Gór Stołowych (cz. Broumovská vrchovina) w paśmie Broumovské stěny.
Božanovský špičák jest najwyższym wzniesieniem pasma Broumovské stěny, położony jest na obszarze Czech w granicach czeskiego rezerwatu przyrody Narodni Přírodní Rezervace Broumovské Stěny, około 6 km na północny zachód od Radkowa, w południowo-wschodniej części Broumovskich stěn, które są czeską częścią Gór Stołowych.
Góra wznosi się na około 50 m ponad środkowe piętro Gór Stołowych, o charakterystycznym kształcie i zboczach przechodzących w pionowe ściany z wyraźną płaską częścią szczytową. Położona jest na kolistej wierzchowinie szczytowej, zbudowanej z górnokredowych piaskowców ciosowych, które opadają we wszystkich kierunkach pionowymi ścianami kilkudziesięciometrowej wysokości, a w niższych partiach przechodzą w strome zbocza.
Pomimo niedużej wysokości bezwzględnej wzniesienie widoczne jest z daleka jako blok skalny porośnięty lasem iglastym. Piaskowcowa powierzchnia szczytu jest zwietrzała, popękana i poprzecinane małymi labiryntami skalnymi, dzięki czemu tworzy różnorodne formy skalne. Na szczycie znajdują się liczne skałki przypominające swoim wyglądem postacie ludzkie oraz zwierzęta.
Szczyt stanowi punkt widokowy na polską część Gór Stołowych, Kotlinę Broumovską, Góry Kamienne (Góry Suche) i Góry Sowie.